# Хасэгава, Томоки
Томоки Хасэгава III (яп. 長谷川 智樹 Хасэгава Томоки) — японский композитор и аранжировщик, наиболее известный своей работой над саундтреками к аниме. Родился 19 июля 1957 года в японском городе Икеда (префектура Осака). Он также был звукорежиссёром альбомов Маюми Иидзуки.

## Произведения

### Аниме[1][2][3]
- Пигмалион (аранжировка открывающей и закрывающей тем, 1990-1991)
- Locke the Superman: New World Command (1991)
- Magical Princess Minky Momo (2nd series, 1991)
- Легенда о героях Галактики: Золотые крылья (1992)
- Genki Bakuhatsu Ganbaruger (1992-1993)
- Kinpatsu no Jeanie (открывающая тема, 1992-1993)
- Mikan Enikki (1992-1993)
- Nekketsu Saikyō Go-Saurer (1993-1994)
- Ai Tenshi Densetsu Wedingu Pīchi (1995-1996)
- Soreyuke! Uchū Senkan Yamamoto Yōko (первые серии OVA, 1996)
- Shin Tenchi Muyō (закрывающая тема 2, 1997)
- D.N.Angel (2003)
- DearS (2004)
- Gokusen (2004)
- Kujibiki Unbalance (второй сезон, 2006)
- NANA (2006-2007)
- Sayonara Zetsubou Sensei (2007)
- Нейро Ногами: детектив из Ада (2007-2008)
- Quiz Magic Academy (2008)
- (Zoku) Sayonara Zetsubou Sensei (2008)

### Фильмы[1][2][3][4]
- Crêpe (1993)
- Shura ga Yuku 6: Tōhoku Gekitōhen (1997)
- The Summer of Dioxin (2001)
- Клуб самоубийц (2002)
- Noriko no Shokutaku (2005)
- Exte (2007)

### Телевизионные передачи
- Nameshite Gatten (NHK, 1995)

### Видеоигры[5]
- Gradius III (аранжировка, 1989, саундтрек выпущен в 1990)
- Rise of the Phoenix (Koei, 1995)
- Romance of the Three Kingdoms VII (Koei, 2000)

### Звукорежиссирование
Хасэгава был звукорежиссёром одной или больше песен из этих альбомов.
- Маюми Иидзука
  - Kata Omoi (1997)
  - Minto to Kuchibue (1998)
  - Fly Ladybird Fly (1998)
  - So Loving (1999)
  - Aeris (2000)
  - Himawari (2001)
  - Niji no Saku Basho (2002)
  - SMILE×SMILE (2003)
  - ∞Infinity∞ (2004)
  - Mine (2005)
  - 10LOVE (2006)
  - Crystal Days (2007)
  - Stories (2008)
  - Fight!! (2009)
  - Kimi e... (2009)